# Barognose
Barognose é a capacidade em avaliar com rigor o peso de objectos, exactamente o contrário de baragnose.